# Fractal del barco en llamas

Imagen general de alta calidad del fractal del barco en llamas

El fractal del barco en llamas, descrito y creado por primera vez por Michael Michelitsch y Otto E. Rössler en 1992, se genera iterando la función:
{\displaystyle z_{n+1}=(|\operatorname {Re} \left(z_{n}\right)|+i|\operatorname {Im} \left(z_{n}\right)|)^{2}+c,\quad z_{0}=0}
en el plano complejo {\displaystyle \mathbb {C} }, que permanecerá acotada o no para cada punto dado. La diferencia entre este cálculo y el del conjunto de Mandelbrot es que los componentes real e imaginario se establecen en sus respectivos valores absolutos antes de elevar al cuadrado en cada iteración. La aplicación no es analítica porque sus partes real e imaginaria no obedecen a las ecuaciones de Cauchy-Riemann.

## Imágenes
|                              |
| Detalle de la zona izquierda |

|                                                                                 |
| Zoom de alta calidad de la parte izquierda de la estructura principal del barco |

|                              |
| Zoom profundo a 2,3 · 10 -50 |

|                                |
| El fractal del barco en llamas |

| |
| Un zoom en la parte inferior izquierda, que muestra un "barco en llamas" y una autosimilitud con el fractal completo. |

| |
| Un acercamiento a la línea a la izquierda del fractal, que muestra la repetición anidada (aquí se usa un esquema de color diferente) |

|                                             |
| Imagen de alta calidad del fractal completo |

|                                                                                        |
| Imagen de la introducción de 1K "JenterErForetrukket" de Youth Uprising; una demoscene |

|                                                                     |
| Barco fantasma: el fractal renderizado con la técnica de Buddhabrot |

|                                                 |
| Un conjunto de Julia correspondiente al fractal |

|                        |
| Otro conjunto de Julia |

|                               |
| Imagen de muy alta resolución |

|                           |
| La estructura del fractal |

## Generación

Animación con alejamiento continuo para mostrar la cantidad de detalle del fractal generado con 64 iteraciones

El pseudocódigo siguiente se indican las operaciones con números complejos Z para obtener unas expresiones más compactas y dinámicas. Debe tenerse en cuenta que las imágenes típicas del fractal del barco en llamas muestran la figura en posición vertical: el fractal real, y el producido por el pseudocódigo de abajo, están invertidos en el eje x.
```
for each
 pixel (
x
, 
y
) on the screen, 
do
:
    
x
 := scaled x coordinate of pixel (scaled to lie in the Mandelbrot X scale (-2.5, 1))
    
y
 := scaled y coordinate of pixel (scaled to lie in the Mandelbrot Y scale (-1, 1))

    
zx
 := 
x
 
// zx represents the real part of z

    
zy
 := 
y
 
// zy represents the imaginary part of z
 

    
iteration
 := 0
    
max_iteration
 := 100
  
    
while
 (zx*zx + zy*zy < 4 
and
 iteration < max_iteration) 
do

        
xtemp
 := zx*zx - zy*zy + x 
        
zy
 := abs(2*zx*zy) + y 
// abs returns the absolute value

        
zx
 := xtemp
        
iteration
 := 
iteration
 + 1

    
if
 
iteration
 = 
max_iteration
 
then
 
// Belongs to the set

        return 
insideColor

    
return
 
iteration
 × 
color
```